# San Miguel Corporation
San Miguel Corporation (zkráceně SMC) je filipínský nadnárodní konglomerát se sídlem v Mandaluyong. Původně byl založen jako pivovar 29. září 1890.
San Miguel Corporation se pustila za hranice své hlavní činnosti a investovala do různých sektorů, jako je jídlo a pití, finance, infrastruktura, ropa a energie, doprava a nemovitosti.

## Historie
Pivovar San Miguel Brewery založil v roce 1890 Španěl Enrique María Barretto de Ycaza. První pivovar se nacházel v tehdejší čtvrti San Miguel v Manile. Později se z ní stala nadnárodní San Miguel Corporation, distributor piva v Asii.

## Dceřiné společnosti
- Petron Corporation[2]
  - Petron Malaysia
- San Miguel Food and Beverage, Inc.[3][4]
  - The Purefoods-Hormel Company, Inc. (společný podnik s Hormel Foods Corporation)
  - Monterey Meatshop
  - Magnolia, Inc.
    - Sugarland Corporation
    - Golden Food and Dairy Creamery Corporation

  - Realsnacks Manufacturing Corporation
  - San Miguel Foods, Inc.
  - San Miguel Mills, Inc.
    - Golden Bay Grain Terminal Corporation
    - Golden Avenue Corporation

  - San Miguel Super Coffeemix Company, Inc. (společný podnik se Super Coffee Corporation)
  - San Miguel Foods International, Ltd.
    - San Miguel Pure Foods Investment (BVI), Ltd.
      - San Miguel Foods Vietnam Co., Ltd. (dříve San Miguel Hormel Vietnam Company, Ltd. a San Miguel Pure Foods Vietnam Co., Ltd.)
      - PT San Miguel Foods Indonesia Tbk.

  - San Miguel Brewery, Inc. (společný podnik s Kirin Holdings Co., Ltd.)
    - San Miguel Brewing International Ltd.

  - Ginebra San Miguel, Inc.
- San Miguel Equity Investments, Inc.
- San Miguel Global Power Holdings Corporation
- San Miguel Holdings Corporation
- San Miguel Properties, Inc.
- San Miguel Yamamura Packaging Corporation (společný podnik s Nihon Yamamura Glass Co., Ltd.)
- Bank of Commerce

## Divize
- San Miguel Foundation, Inc.